# 共存 (西班牙历史)
共存（La Convivencia）是关于西班牙历史的一个学术假说。该假说认为，自8世纪摩尔人征服西班牙起直至1492年驱逐犹太人为止的这一时期是西班牙一个宗教相对宽容的时代。穆斯林、基督徒与犹太教徒在中世纪的伊比利亚半岛和平共处，形成了一个宗教多元主义的社会，而不同于后来以天主教为绝对主导的西班牙与葡萄牙。
不过，也有一些学者对于该假说持怀疑态度，认为当时不同宗教、文化间并非和谐共存，这一假说源于并不可靠的文献记载。